# Серпулиды
Серпули́ды (лат. Serpulidae) — семейство класса многощетинковых червей.

## Описание
В семейство серпулид входит около 80 родов этих животных. По величине они несколько меньше родственных им представителей семейства сабеллид. Ведут сидячий (седентарный) образ жизни, обитая в известковых трубчатых раковинах, которые способны закрывать в случае опасности особой «крышкой» из известковой или роговой ткани, развившейся у животного из видоизменённого щупальца. Питаются серпулиды детритом и одноклеточными животными, которых отфильтровывают из воды при помощи щупалец.

## Палеонтология
В отдалённые геологические эпохи представители серпулид принимали активное участие в образовании коралловых рифов. Это семейство кольчатых червей существует уже более 200 миллионов лет — древнейшие бесспорные находки серпулид происходят из среднего триаса. Обнаруженные учёными ископаемые остатки этих животных в раковинах, как правило, находятся в хорошем состоянии.

## Распространение
Представители семейства серпулид встречаются во всех океанах и климатических поясах Земли. Так, Pomatoceros triqueter обитает в водах Атлантического океана, в Средиземном, Северном и западной части Балтийского моря. Представители вида Spirorbis spirorbis живут в огромном ареале от Атлантического до северной части Тихого океана, в Северном Ледовитом океане — как в прибрежных водах, так и на глубинах до 5000 метров. Вид Spirobranchus giganteus встречается в тропических регионах Индийского и Тихого океанов — в колониях кораллов= колониях рода Porites. В большом количестве представители серпулид водятся в Мексиканском заливе и вдоль побережья Техаса. В районе Бермудских островов их остатки образуют целые рифы и атоллы диаметром до 30 метров.

## Классификация
В семейство серпулид входят следующие роды:
- Amplaria Knight-Jones, 1973
- Anomalorbis Vine, 1972
- Apomatus Philippi, 1844
- Bushiella Knight-Jones, 1973
- Capeospira Pillai, 1970
- Chitinopoma Levinsen, 1884
- Circeis Saint-Joseph, 1894
- Crucigera Benedict, 1887
- Dexiospira Caullery and Mesnil, 1897
- Dextralia Knight-Jones, 1973
- Ditrupa Berkeley, 1835
- Eulaeospira Pillai, 1970
- Ficopomatus Sauthern, 1921
- Filograna Oken, 1815
- Filogranella Ben-Eliahu et Dafni, 1979
- Filogranula Langerhans, 1884
- Galeolaria Lamarck, J.B. de (1818)
- Hyalopotamus Marenzeller, 1878
- Hydroides Gunnerus, 1768
- Janua Saint-Joseph, 1894
- Josephella Caullery et Mesnil, 1896
- Leodora Saint-Joseph, 1894
- Metavermilia Bush, 1904
- Neodexiospira Pillai, 1970
- Neovermila Day, 1961
- Nidificaria
- Paradexiospira Caullery et Mesnil, 1897
- Paralaeospira Caullery et Mesnil, 1897
- Pileolaria Claparede, 1870
- Placostegus Philippi, 1844
- Pomatoceros Philippi, 1844
- Pomatoleios Pixell, 1912
- Pomatostegus Schmarda, 1861
- Protolaeospira Pixell, 1912
- Protula Risso, 1826
- Pseudochitinopoma Zibrowius, 1969
- Pseudovermilia Bush, 1907
- Salmacina Claparede, 1870
- Semivermila Imajima, 1978
- Serpula Linnaeus, 1767
- Simplicaria Knight-Jones, 1973
- Spirobranchus Blainville, 1818
- Spirorbis Daudin, 1800
- Vermiliopsis Saint-Joseph, 1894
- Vinearia